# Tormafölde
Tormafölde es un pueblo ubicado en el condado de Zala, Hungría.

## Superficie
Posee una superficie de 18,86 kilómetros cuadrados.

## Demografía
Hasta 2021 la población era de 310 habitantes, con una densidad de población de 16,43 habitantes por kilómetro cuadrado. En 2011 la mayor parte de la población estaba conformada por húngaros y la religión predominante era el catolicismo.